# Брюшин Василь Дмитрович
Василь Дмитрович Брюшин (рос. Василий Дмитриевич Брюшин; нар. 1919, Дмитріївське, Таганрізький округ, УРСР — пом. невідомо, Санкт-Петербург, Росія) — радянський футболіст та тренер, виступав на позиції захисника.

## Життєпис
У змаганнях майстрів дебютував 30 липня 1944 року в складі клубу «Стахановець» (Сталіно) в матчі Кубку СРСР проти московського «Динамо-2» (1:5), в якому відзначився єдиним голом своєї команди. У 1945-1946 роках грав у складі свого клубу, перейменованого в «Шахтар», у класі «Б». У 1947 році виступав за дубль київського «Динамо». У 1948 році повернувся в «Шахтар» і з часом став його капітаном. У 1949-1950 роках провів 61 матч у класі «А», дебютний матч на вищому рівні зіграв 17 квітня 1949 року проти московського «Локомотива». В кінці сезону 1950 року тренер Віктор Новіков відрахував Брюшина з «Шахтаря» за порушення режиму.
У 1951-1952 роках футболіст грав за сталінградський «Трактор», після чого завершив кар'єру.
По завершенні кар'єри гравця розпочав тренерську діяльність. На рубежі 1950-х і 1960-х років очолював команди КФК Ленінградської області — «Труд» (Сланці) та «Металург» (Волхов). У 1963 році очолював криворізький «Гірник» (згодом — «Кривбас»), у 1964-1965 роках працював у тренерському штабі клубу, а в другій половині 1966 роки знову став головним тренером. У 1967 році очолював клуб «Калитву», а наступного року тренував «Прометей» (Дніпродзержинськ).